# مركز أبحاث الجريمة (السعودية)
مركز أبحاث الجريمة، (بالإنجليزية: Crime Research Center)‏، هو مركز أبحاث استراتيجي لدعم القرار الأمني لمكافحة الجريمة والوقاية منها في المملكة العربية السعودية، تأسس عام 1394هـ.

## مهام المركز
- إعداد الدراسات والبحوث الميدانية والعلمية المتعلقة بمكافحة الجريمة
- توفير المعلومات والبيانات الخاصة بمكافحة الجريمة وتقديمها للمسئولين عند الطلب
- المشاركة في المؤتمرات والندوات العربية والدولية لمكافحة الجريمة
- إجراء الاتصالات والتعاون مع مراكز أبحاث الجريمة على المستويين العربي والدولي.
- إعداد تقارير عن نشاطات المركز وانجازاته ورفعها لوكيل الوزارة، إضافة إلى التقارير الشهرية والنصف سنوية والسنوية عن واقع الجريمة بالمملكة
- عقد ورش العمل والندوات والمؤتمرات الخاصة بمكافحة الجريمة
- تزويد الإدارات المعنية بالوزارة بالإحصاءات المطلوبة حول الجريمة
- الرصد الإلكتروني للجريمة وتحليلها رقمياً[3]

## مقدمة
مركز أبحاث مكافحة الجريمة بوزارة الداخلية يعتبر أقدم مركز أبحاث في المملكة العربية السعودية، تأسس المركز في عام 1394هـ ومنذ ذلك الوقت والمركز يقدم الدراسات الميدانية والتطبيقية والتقارير الدورية التي ترصد المظاهر الإجرامية والسلوك الإجرامي، للمساعدة في صناعة قرار أمني مبني على دراسات وبحوث علمية وتطبيقيه، للمساهمة في التكامل مع الجهات الحكومية المعنية بالجريمة، من خلال التوصيات العلمية وورش العمل ومن خلال التنسيق المستمر لمعرفة الأسباب التي تزيد من السلوك الإجرامي واتجاهات الجريمة في المملكة لرصدها والتنبؤ بها ومن ثم الحد من مسبباتها ومكافحتها والوقاية منها.
وبتوجيه وزير الداخلية السعودي أنتقل المركز إلى أهداف أبعد في الوقاية والمكافحة من خلال وحدة التحليل الرقمي للجريمة والمرصد الوطني للجريمة ليقدم المعلومة بشكل آني وآلي لمتخذي القرار ويسعى للربط الآلي بالتعاون مع مركز المعلومات الوطني لتوفير قاعدة البيانات عن الجريمة لمدة ثلاثين عاماً للباحثين والخبراء ورجال الأمن، وتعتبر اللجنة العليا لمركز أبحاث مكافحة الجريمة والتي يرأسها وزير الداخلية السعودي بمثابة مجلس الإدارة الذي يشرف على أعمال وأتجاهات ودراسات المركز بمشاركة من قادة القطاعات الأمنية المعنية والتي تهدف إلى التكامل ورسم الأولويات العلمية للمركز وتحديد احتياج القطاعات الأمنية ولكي يكون المركز على مستوى التطلعات الأمنية فقد دعم بنخبة من الباحثين المتميزين وبلجنة علمية من الخبراء والأكاديمين لضمان جودة ما يقدم علمياً وفق أحدث المنهجيات العلمية في المجال الأمني.

## نبذة
يرتبط المركز مباشرة بوكيل وزارة الداخلية، وقد أنشئ عام 1394هـ 
وكان يحمل اسم (مكتب مكافحة الجريمة). ونتيجة للتطور الذي شهدته المملكة العربية السعودية، ازدادت نشاطات المركز ومهامه حتى أصبح مركزاً علمياً متخصصاً بدراسة الجريمة من مختلف جوانبها.
ويهدف المركز إلى دراسة الأسباب والظروف التي ينشأ عنها السلوك الإجرامي والانحراف السلوكي، ثم يحاول تفسير آليات السلوك المنحرف لكي يمكن إعداد وتنفيذ برامج الوقاية المبنية على المعرفة المنهجية والعلمية، ومن ثم التحكم بالسلوك الإجرامي المعقد وضبطه. فالمركز يوجه دراساته المتخصصة إلى حقلي المكافحة والوقاية في وقت واحد.
ويعمل في المركز مجموعة من الأكاديميين والمتخصصين في مجال علم الاجتماع وعلم النفس وعلم الجريمة وعلم الاحصاء. كما قام المركز بإجراء دراسات على هيئة مشاريع مشتركة مع الأمم المتحدة والمجلس الدولي لدراسات الكحول والإدمان بلوزان، سويسرا، وفرعه في القاهرة، وكذلك التعاون مع الجامعات في مجال البحث العلمي في القضايا التي تخص المركز.

## الرسالة
رصد وتوثيق شامل لحركة الجريمة في المملكة وتحليليها ودراسة أسبابها علمياً والتنبؤ بنموها للمساعدة في الوقاية منها عملياً.

## اللجنة العليا
يحظى مركز أبحاث مكافحة الجريمة بأشراف مباشر من قبل وزير الداخلية السعودي حيث يرأس اللجنة العليا لمركز أبحاث مكافحة الجريمة التي تشكلت برقم (5324) وتاريخ 10 شعبان 1434هـ.
أعضاء اللجنة العليا:
م - الاسم
1. وزير الدولة عضو مجلس الوزراء المستشار الخاص لسمو وزير الداخلية - عضواً
2. مساعد وزير الداخلية لشئون التقنية - عضواً
3. وكيل وزارة الداخلية - نائباً للرئيس
4. مساعد وزير الداخلية لشؤون العمليات - عضواً
5. مدير عام المباحث العامة - عضواً
6. مدير الأمن العام - عضواً
7. مساعد وزير الداخلية للشئون الإدارية - عضواً
8. مدير عام مكافحة المخدرات - عضواً
9. مدير عام كلية الملك فهد الأمنية - عضواً
10. مدير مركز المعلومات الوطني - عضواً
11. مدير عام السجون - عضواً
12. مدير عام حرس الحدود - عضواً
13. مدير عام الشئون الإدارية والمالية - عضواً
14. وكيل وزارة الداخلية لشؤون المناطق - عضواً
15. وكيل وزارة الداخلية لشؤون الحقوق - عضواً
16. مدير عام مركز أبحاث مكافحة الجريمة - عضواً وأمينا عاماً للجنة

## اللجنة العلمية
دور اللجنة العلمية:
تقوم اللجنة العلمية بتحديد السياسة العلمية للمركز والبت في ما يعرض على المركز من دراسات علمية والإشراف على البحوث والدراسات وتنظيم وتنمية العلاقات مع المؤسسات العلمية الوطنية والدولية واقتراح البحوث والدراسات الأمنية التي يتبناها المركز أو يقوم بها وتحديد مجالاتها. 
أهداف اللجنة العلمية:
1. الإشراف على خطط الدراسات والبحوث.
2. تحكيم الدراسات علمياً.
3. تقديم المشورة فيما يخص البحث العلمي.
4. تقديم المشورة فيما يخص العمل الأحصائي.
5. تحكيم الاستبانات الخاصة بدراسات المركز.
6. الاشتراك في دراسات مستقبلية موسعة.
7. المشاركة في ورش العمل وتقديم المشورة في هذا الجانب.
8. تقديم التوصيات فيما يخص العلاقات العلمية والجامعات.
9. تقديم المشورة في معايير الجودة الخاصة بالمركز.
10. تقديم المشورة في اللوائح التنفيذية الخاصة بالمركز.

أسماء أعضاء اللجنة العلمية:
1. المستشار الدكتور /علي بن سالم آل النصيف - 	عضواً
2. المستشار الدكتور /بركات بن مازن العتيبي - 	عضواً
3. المستشار الدكتور /عبد الله بن أحمد الشعلان	عضواً
4. الدكتور / عايض بن حمود البقمي - 	عضواً
5. الدكتور / ماجد بن سعيد الرويبخ	 - عضواً
6. الدكتور /سمحان بن محمد الدوسري	 - عضواً
7. الأستاذ /خالد بن عبد الله اليوسف - 	سكرتيراً للجنة

## الإدارات والأقسام
يشتمل المركز على عدد من الادارات والوحدات الإدارية التي تؤدي الأعمال المناطة بها لتحقيق أهداف المركز عبر الأنشطة التي تؤديها. وتسير أعمال هذه الإدارات في إطار تكاملي بعيداً التعقيد، ويتبع المركز الإدارات التالية :
1. مكتب المدير العام
2. مساعد المدير العام
3. أمين المركز
4. إدارة الدراسات والبحوث
5. إدارة الجودة العلمية
6. إدارة المعلومات
7. إدارة العلاقات العلمية

## المرصد الوطني لمكافحة الجريمة
المرصد الوطني لمكافحة الجريمة أداة تقنية تسهم في وضع مجموعة من الجهود والأولويات الاستراتيجية المستمرة للحد من الجريمة وتعزيز القدرات على حفظ أمن المواطن وجزء لا يتجزأ من منظومة رصد مستقبلية للجريمة في العالم العربي.
يقدم :
- التحليلات الإحصائية وبخاصة تلك المتصلة برسم الخرائط ونظم المعلومات المكانية لتعزيز كفاءة الأداء الأمني وفعالية الوقاية من الجريمة.
- بيانات فورية دقيقة عن جغرافية الجريمة ومرتكبيها والضحايا.
- يساعد على قدرات التدخل السريع في حماية ضحايا الجريمة.
- تحديد اتجاهات الجريمة وتسليط الضوء على جميع البقع الساخنة.
- معالجة المخاوف من الجريمة بشكل علمي تقني متقدم.
- يشتمل على وحدة التحليل الرقمي المعنية بكتابة التقارير والتحليلات لخدمة مهام السيطرة والوقاية من الجريمة.
- يعتبر أداة مسح وطني جغرافي للجريمة.
- يساعد على إجراء الدراسات حول مختلف القضايا الأمنية، وعوامل الخطر الاجتماعية ليتم تقييمها ومراقبتها بشكل منهجي كسياسة وقائية فعالة للحد من الجريمة.
- يشتمل على نطاق واسع من محاكاة البيانات الرقمية لبناء نهج مبتكر في مكافحة الجريمة.
- يعمل عليه مجموعة من الخبراء في مختلف المجالات الإحصائية والتحليلية والتنبؤية في علم الجريمة.
- يركز بدقة على التنبؤ لتحقيق الخطط والسياسات المحلية المتعلقة بأمن الوطن.

## المبادرات
لمركز أبحاث مكافحة الجريمة عدة مبادرات منها:
1. مبادرة برنامج الحد من الجريمة من خلال التنمية الاجتماعية.
2. مبادرة إعداد التصنيف الوطني الموحد للجرائم.
3. مبادرة المنهج العلمي في العمل الأمني لمكافحة الجريمة.
4. مبادرة الشفافية والنشر العلمي للجريمة.
5. مبادرة برنامج الحد من الجريمة من خلال التصميم البيئي.

## ورش العمل والندوات

### ورش العمل المنفذة في عام 1438-1439هـ
أقام مركز أبحاث مكافحة الجريمة عددا من ورش العمل التي تتناول الجريمة بأنواعها والعقوبات والجهود المبذولة في هذا الشأن، ومنها ورشة جرائم الاعتداء على رجال الأمن، وورشة الجرائم الإلكترونية، وورشة جرائم القتل العمد، ووشة الحملات الأمنية الميدانية وأثرها على حركة الجريمة، وعوامل ارتكاب العاملين في القطاع الخاص للجريمة.

## إصدارات المركز
أولاً: الدراسات :
1. أثر العوامل الاجتماعية في توزيع السكان بمدينة الرياض/ د.عبد الله الخليفة (1409هـ).
2. نوع جريمة المخدرات المرتكبة بواسطة نزلاء السجون السعوديون في علاقتها بخصائصهم الاجتماعية والأسرية والتعليمية والاقتصادية/ د.عبد الله الصيرفي د.عبد الرحيم الغامدي، د.عبد العاطي الصياد (1408).
3. الآثار الاجتماعية لاستخدام الفيديوتيب على الجمهور/ د.بكر باقادر (1405هـ).
4. الخصائص الاجتماعية والأسرية والتعليمية والاقتصادية وعلاقتها بنوع الجريمة لنزلاء السجون في غير مرتكبي جرائم المخدرات بالمملكة/ د.عبد الرحيم الغامدي، د.حمد المرزوقي، د.عبد العاطي الصياد (1407هـ).
5. مقياس مركز أبحاث مكافحة الجريمة لمفهوم الذات لدى الشباب السعودي/ د.عبد الله الصيرفي
6. الأسرة السعودية والواقع الحضاري المعاصر بين اختلاف المعاملة الوالدية وعلاقتها بسوية أو جنوح الأبناء/ مركز أبحاث مكافحة الجريمة (1408هـ).
7. الدراسة التقويمية عن دور رعاية الأحداث الجانحين والمعرضين للجناح بالمملكة من وجهة نظر العاملين والنزلاء/ مركز أبحاث مكافحة الجريمة (1412هـ).
8. التورط في المخدرات: دراسة نفسية اجتماعية/ مركز أبحاث مكافحة الجريمة بالتعاون مع الأمم المتحدة (1410هـ).
9. التوزيع الجغرافي بالأمراض في المملكة العربية السعودية: دراسة تحليلية ميدانية في الجغرافيا الطبيعية/ د.عبد الله الوليعي (1411هـ).
10. دور المؤسسات الاجتماعية غير الرسمية في عملية الضبط الاجتماعي/ د.محمد الحامد (1415هـ)
11. المحددات الاجتماعية لتوزيع الجريمة في مدينة الرياض/ الدار التربوية للدراسات الاستشارية (1413هـ).
12. ظاهرة البطالة في المملكة العربية السعودية/ الدار التربوية للدراسات الاستشارية (1418هـ)
13. دراسة تأثير العوامل الاقتصادية والاجتماعية على معدلات الجريمة/ د. محمد محمود شمس، د.عدنان عقاد (1412هـ).
14. جريمة السرقة في مدينة الرياض: دراسة تحليلية وميدانية في الجغرافيا الاجتماعية/ د.عبد الله الوليعي (1413هـ).
15. سرقة المنازل/ أ.سعدون بن طويق (20/10/1434).
16. جرائم بعض الجنسيات الأفريقية/د.محمد غالي (19/11/1434).
17. الاعتداء والتحرش الجنسي/ أ.عبد المحسن السيف.
18. عقوق الوالدين/ د.فهد الزهراني (20/2/1435).
19. هروب الجناة من وجه العدالة في قضايا القتل والتخفي والتستر عليهم من قبل ذويهم /د.محمد بن عميرة.
20. اعتداء ومضاربة / د.ربيع القحطاني (22/6/1435).
21. سرقة الحيوانات/ أ.دهمش الدهمش (15/6/1435).
22. السطو/ أ.سلطان العيسى (28/3/1435).
23. دخول المنزل لغرض سي/ د.نايف المقاطي (18/5/1435).
24. صناعة وترويج المسكرات/د.ماجد الرويبخ (11/5/1435).
25. جرائم الخادمات/ د.محمد غالي (19/4/1435).
26. الابتزاز/ العقيد صالح التركي (7/7/1435).
27. الاعتداء على رجال الأمن/ أ.ياسر العامودي.
28. القتل العمد/ د.سمحان الدوسري (23/10/1435).
29. سرقة من المحلات التجارية/ د.محمد بن عميرة.
30. التزوير/ أ.سعدون بن طويق (28/12/1435).
31. المقاومة التربوية للمخدرات في مقارنتها بأنواع المخدرات الأخرى./ د. حمد المرزوقي
32. التورط في المخدرات (دراسة نفسية اجتماعية (1) في مصر)./ د. حمد المرزوقي وآخرون
33. إدمان المخدرات في أوساط الشباب./ (البحث الميداني الثاني)./ (ظاهرة إدمان المخدرات في المجتمع العربي السعودي)./ د. حمد المرزوقي وآخرون.
34. إدمان المخدرات في أوساط الشباب (البحث الميداني الثالث)./ (ظاهرة إدمان المخدرات في مجتمع الإمارات العربية المتحدة)./ د. حمد المرزوقي وأخرون
35. إدمان المخدرات في أوساط الشباب./ (ظاهرة إدمان المخدرات في بعض أنحاء لبنان)./ د. حمد المرزوقي وآخرون.
36. مشروع تقويم أداء مستشفيات الأمل المتخصصة في مجال علاج إدمان الكحول والمخدرات في المملكة العربية السعودية./د. حمد المرزوقي وآخرون.
37. تضيف مدمني الكحول في المملكة العربية السعودية./ د. سامي عبد العزيز الرافع.
38. طبيعة التعرض لحوادث السرقة في المملكة العربية السعودية./ د. شرف الدين الملك.
39. ظاهرة السرقات بالمملكة العربية السعودية (أبعادها وخصائصها)./ د. شرف الدين الملك.
40. التنبؤ بخصائص الجاني في سرقات المنزل (دراسة تطبيقية ميدانية على مدينة الرياض)./ د. عبد العاطي الصياد.
41. ظاهرة المضاربة (العنف) في مجتمع المملكة العربية السعودية (دراسة ميدانية)./ د. شرف الدين الملك.
42. الجنوح والترويج في الأوقات الحرة لدى الشباب في المملكة العربية السعودية./د. شرف الدين الملك.
43. جنوح الأحداث ومنحدراته في المملكة العربية السعودية./ د. شرف الدين الملك.
44. التنبؤ بانجراف الاحداث من خلال الخصائص الأسرية وأساليب المعاملة الوالدية ومفهوم الذات في المملكة العربية السعودية./ د. عبد الله الصيرفي
45. الإعلام وجنوح الأحداث./ د. محمد علي شومان
46. الدعاية الاجتماعية في السجون- الأهداف وسبل التطوير./ (دراسة استطلاعية لآراء المسجونين السعوديين)./ د. سعيد فالح الغامدي.
47. جماعة السجن - البناء والثقافة ./ د. سعيد فالح الغامدي.
48. الوضع الاجتماعي والاقتصادي لأسر نزلاء السجون./(دراسة ميدانية على أسر السجناء في مدينة الرياض)./د. عبد الله عبد العزيز السعيد.
49. أسباب هروب العاملات المنزلية من وجهة نظر الكفلاء والعاملات./ (دراسة ميدانية)./ د. عبد الحكيم موسى مبارك أ. تاج الدين السواس
50. البطالة بين خريجي التعليم الثانوي والجامعي في منطقة الرياض التعليمية./ (الدار التربوية للدراسات والنشر)./ د. إبراهيم الدوسري
51. دراسة البطالة وأثرها في معدلات الجرمية وانعكاساتها الاجتماعية والاقتصادية والأمنية./ مركز أبحاث مكافحة الجريمة مجلس القوى العاملة.
52. جرائم الباكستانيين لعام 1407هـ من واقع الوقوعات اليومية وإحصاءات الإدارة العامة للسجون./عبد العزيز مشرف الغامدي.
53. دراسة عن التركزات السكانية في مدينة مكة المكرمة (الجالية البرماوية)./د. عبد العزيز سعيد الغامدي.
54. القرب الاجتماعي بين الجنسيات الوافدة للمملكة والمواطن السعودي./ د. عبد الله الفيصل د. مختار عبداللا.
55. السمات الديموغرافية للمجتمع السعودي (الهجرة الداخلية والخارجية)./ د. محمد محمود السوباني.
56. دراسة عن التركزات السكانية في مدينة مكة المكرمة (الجالية الإندونيسية).
57. تحركات سكان المدينة المنورة./(دراسة في علاقة الهجرة الخارجية بأنماط تغيير المسكن)/د. محمد شوقي مكي
58. دراسة عن الحوادث الجنائية في جدة لعام 1408هـ من واقع الوقوعات اليومية./ د. عبد العزيز مشرف الغامدي
59. السمات الديموغرافية للمجتمع السعودي (التركيب العمري)/ د. محمد محمود السرياني.
60. التوزيع المدني والريفي للهجرة عنه (دراسة تطبيقية عن المملكة العربية السعودية)/ د. محمد شوقي مكي
61. السمات الديموغرافية للمجتمع السعودي (التركيب الاجتماعي والاقتصادي)/ د. محمد محمود السرياني
62. اتجاهات طلاب الجامعات والمعاهد نحو العمل في المدن والقرى السعودية والعلاقة بين مناطق الاستقطاب وخصائص الجريمة./ د. إبراهيم العبيدي د. عبد الإله بن سعيد
63. التوزيع المكاني للجريمة في مدينة جدة وخصائص الجناة الاجتماعية والاقتصادية والتعليمية (دراسة جغرافية)/ د. إبراهيم صالح الدوسري
64. الجريمة في المدن السعودية (دراسة في جغرافية الجريمة)/ د. رشود محمد الخريف
65. العود إلى الإبرام (دراسة ميدانية عن ظاهرة اعتياد الإجرام)/ د. شرف الدين الملك
66. جرائم العصابات (دراسة ميدانية على المحكوم عليهم في سجون مدينة الرياض)./ د. عبد الرزاق حمود الزهراني.
67. علم ضحايا الجريمة والمنظور الإسلامي)/ د. إبراهيم محمد العبيدي
68. بعض خصائص وسمات الجريمة والأداء الشرطي في محافظة الطائف من 1406- 1411هـ (دراسة تحليلية ميدانية)./ د. سلطان أحمد الثقفي
69. خصائص الجريمة والأداء الشرطي في محافظة جدة منذ 1408 – 1413هـ (دراسة تحليلية ميدانية)./ د. سلطان أحمد الثقفي
70. طريقة بوكس وجنكز في نمذجة السلاسل الزمنية./ (دراسة تطبيقية على حوادث المرور في المملكة العربية السعودية)/ د. عبد العاطي الصياد
71. مقياس مركز أبحاث مكافحة الجريمة للتماسك الأسري./ د. محمد الحامد
72. نموذج التوزيع المكاني لقوة الشرطة والجرائم في مدنية الرياض./ د. عساف علي الحواس

الأمن في المملكة العربية السعودية./ مركز أبحاث مكافحة الجريمة.
1. أسباب ظاهرة التسرب في المرحلة المتوسطة في المملكة العربية السعودية./ د. ناصر الداوود
2. دور المؤسسات التربوية غير الرسمية في عملية الضبط الاجتماعي./ د. محمد الحامد.
3. الكتاب السعودي الأول لعام 1413هـ. / مركز أبحاث مكافحة الجريمة.
4. الكتاب السعودي الثاني./ مركز أبحاث مكافحة الجريمة.
5. الكتاب السعودي الثالث./ مركز أبحاث مكافحة الجريمة.

ثانياً: الكتب :
1. الإدمان/ د.عبد المجيد منصور (1406هـ).
2. المخدرات والعقاقير المخدرة/ د.عبد المجيد منصور (1405هـ).
3. التشريع الجنائي الإسلامي الجزء الأول والثاني والثالث/ مركز أبحاث مكافحة الجريمة (1406هـ).
4. السلوك الإجرامي والتفسير الإسلامي/ د.عبد المجيد منصور (1410هـ).
5. السنوات الحرجة في تاريخ المخدرات: نظر الخطر وعلامات التفاؤل/ اللواء فتحي عيد (1410هـ).
6. المتقاعدون «بحث» / د.إبراهيم العبيدي (1410هـ).
7. المخدرات (الأسباب ... الصكوك... والبشر)/ اللواء د.محمد فتحي عيد (1412هـ).

## وصلات خارجية
- وزارة الداخلية السعودية - الموقع الرسمي
- صفحة أبحاث مكافحة الجريمة - وزارة الداخلية السعودية